# District Brașov
Brașov (Hongaars: Brassó) is een Roemeens district (județ) in de historische regio
Transsylvanië (Roemeens Transilvania; Ardeal), met als hoofdstad Brașov (315.843 inwoners). De gangbare afkorting voor het district is BV.

## Demografie
In het jaar 2002 had Brașov 589.028 inwoners en een bevolkingsdichtheid van 110 inwoners per km².

### Bevolkingsgroepen

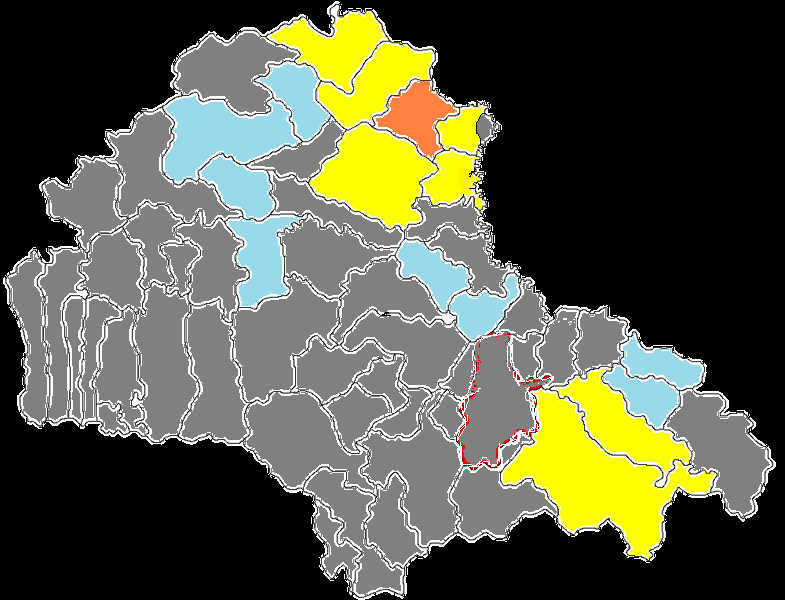
De Hongaren in het District Brașov tijdens de volkstelling van 2011. Rood = Aandeel Hongaren boven 80%, Oranje = Hongaarse meerderheid tussen 50 - 79%, Geel = Hongaarse minderheid boven 20%, Blauw = Hongaarse minderheid tussen 10 - 20%, Grijs = Hongaarse minderheid onder de 10%.

Het gebied heeft door zijn verleden een multi-etnisch karakter. Al vanaf de 13e eeuw wonen er Duitsers (zij stichtten de stad Brașov). Verder woonden er verspreid ook Hongaren. De Roemenen vormden echter de grootste groep inwoners. Het aantal Duitsers bereikte in 1941 haar hoogtepunt met 53.845 personen vormden ze toen 18% van de bevolking. Het aantal Hongaren was het grootst in 1977, ze vormden toen een groep van 72.956 personen. Qua aandeel lag het aantal Hongaren in het gebied vanaf 1900 tot 1930 boven de 20%. Sindsdien daalt het aandeel van de Hongaren gestaag en vanaf 1977 ook het aantal personen.
De Roemenen zijn nu de grote meerderheid. De minderheden in het district Brașov zijn de Duitsers en de Roma's. De grootste minderheid was in 2011 de Hongaarse minderheid met een aandeel van 8,75% in de totale bevolking.
Van oudsher woonden de Duitsers in het noorden en rond Brașov, de Hongaren in het oosten en de Roemenen in het zuiden en westen van het district. Tegenwoordig zijn de Roemenen overal in de meerderheid behalve de gemeente Sacele waar de Hongaren nog een grote groep vormen.

### Hongaarse gemeenschap
In 2011 was de Hongaarse gemeenschap in het district Brașov 39.661 personen sterk. De grootste groep hiervan woont in de stad Brașov (16.551 personen). Ook de stedelijke gemeente Sacele kent met 6.210 Hongaren een grote etnische groep Hongaren. Ook Tarlungeni (Tatrang) (2281 Hongaren) is een sterke Hongaarse enclave.
Aan de noordoostzijde van het district liggen enkele dorpen met een Hongaarse meerderheid die eigenlijk tot het Szeklerland behoren. De dorpen Drăușeni (Homoróddaróc) en Ionesti (Homoródjánosfalva) in de gemeente Cața zijn vrijwel volledig Hongaarstalig. Ook het nabijgelegen Jimbor, (Székelyzsombor) in de gemeente Homorod is vergelijkbaar. Tot 1918 behoorden deze dorpen dan ook tot het Hongaarse comitaat Udvarhely. Vanaf 1918 nam Roemenië deze indeling over en werd het comitaat Odorhei genoemd. In 1938 vond een hervorming plaats en vielen de dorpen voor het eerst buiten Szeklerland en werden ze onderdeel van Brașov. Tussen 1940 en 1944 waren ze opnieuw onderdeel van Udvarhely als deel van Hongaars Noord-Transsylvanië. 
De gemeente Racos (Alsórákos, 1741 Hongaren) is de enige gemeente in het district met een Hongaarse meerderheid. Iets zuidelijker liggen twee Hongaarse dorpen op de westoever van de rivier de Olt waar hetzelfde voor geldt; Ormeniș (Ürmös) en Apaţa (Apáca,1093 Hongaren), hoewel hier het aandeel Roma-zigeuners inmiddels hoger ligt dan de aantallen Hongaren.
Op enige afstand van de dorpen die gelegen zijn aan de rand van het Szeklerland ligt de gemeente Hoghiz (Olthéviz) met een grote Hongaarse gemeenschap in de hoofdkern (982 personen in 2011) en in het dorpje Dopca (Datka).

## Geografie
Het district heeft een oppervlakte van 5363 km² en komt daarmee op de 24e plaats met grootte van de Roemeense provincies.

## Geschiedenis
Op het grondgebied van het huidige district lagen vanaf 1876 de Hongaarse comitaten Nagy-Küküllő, Fogaras en Brassó. In 1918 kwam het gebied onder Roemeens bestuur en kreeg het district de naam Târnava-Mare. Uiteindelijk kreeg het district in 1960 haar huidige grenzen.

## Aangrenzende districten

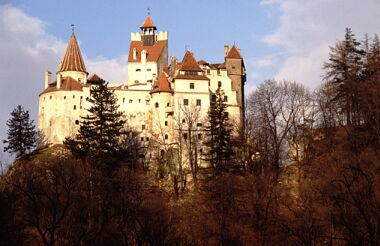
Kasteel Bran, ook bekend als "Kasteel van Dracula"

- Argeș, Dâmbovița, Prahova en Buzău in het zuiden (van links naar rechts)
- Covasna in het oosten
- Harghita in het noordoosten
- Mureș in het noordwesten
- Sibiu in het westen

## Steden
- Brașov
- Făgăraș
- Codlea
- Săcele
- Ghimbav
- Predeal
- Râșnov
- Rupea
- Victoria
- Zărnești